# Esteban Saveljich
Esteban Saveljich (en cyrillique : Естебан Савељић), né le 20 mai 1991 à Tandil en Argentine, est un footballeur international monténégrin, qui évolue au poste de défenseur central au Burgos CF.

## Biographie

### Carrière en club
Formé au Racing Club, il fait ses débuts professionnels le 23 juin 2012 en Primera División, contre le Vélez Sarsfield, lors d'une défaite 2-1. 
Puis, le 1er avril 2014, il marque son premier but professionnel, lors d'un match nul de 3-3, contre l'Estudiantes de La Plata. En janvier 2015, il est prêté au Defensa y Justicia en Primera División. Il dispute 24 rencontres et un but.
Le 24 janvier 2016, il est prêté à l'UD Almería en Segunda División. Il dispute 17 rencontres et un but. Le 18 août, il rejoint Levante UD pour un montant de transfert de 750 000 d'euros.
Le 26 juillet 2019, Saveljich signe au Rayo Vallecano pour quatre saisons.

### Carrière internationale
Esteban Saveljich compte quatre sélections avec l'équipe du Monténégro depuis 2015,.
Après avoir obtenu la nationalité monténégrine, il est convoqué pour la première fois en équipe du Monténégro par le sélectionneur national Branko Brnović, pour un match amical contre le Danemark le 8 juin 2015. Lors de ce match, il entre à la 46e minute de la rencontre, à la place de Marko Baša. La rencontre se solde par une défaite 2-1 des Monténégrins.

### Vie privée
Il est le cousin de Niša Saveljić.

## Palmarès
- Avec Levante UD
  - Champion d'Espagne de D2 en 2017

## Statistiques
| Saison                | Club                      | Championnat           | Championnat | Championnat | Coupe(s) nationale(s) | Coupe(s) nationale(s) | Monténégro | Monténégro | Total | Total |
| Saison                | Club                      | Division              | M.          | B.          | M.                    | B.                    | M.         | B.         | M.    | B.    |
| 2012 (clô.)           | Racing Club               | Primera División      | 1           | 0           | -                     | -                     | -          | -          | 1     | 0     |
| 2012-2013             | Racing Club               | Primera División      | 1           | 0           | -                     | -                     | -          | -          | 1     | 0     |
| 2013-2014             | Racing Club               | Primera División      | 26          | 1           | -                     | -                     | -          | -          | 26    | 1     |
| 2014                  | Racing Club               | Primera División      | 0           | 0           | -                     | -                     | -          | -          | 0     | 0     |
| 2015                  | Defensa y Justicia (prêt) | Primera División      | 24          | 1           | 3                     | 0                     | 3          | 0          | 30    | 1     |
| 2015-2016             | UD Almería (prêt)         | Segunda División      | 17          | 1           | -                     | -                     | 1          | 0          | 18    | 1     |
| 2016-2017             | Levante UD                | Segunda División      | 9           | 0           | 1                     | 0                     | -          | -          | 10    | 0     |
| 2017-2018             | Albacete Balompié (prêt)  | Segunda División      | 29          | 0           | -                     | -                     | -          | -          | 29    | 0     |
| 2018-2019             | UD Almería (prêt)         | Segunda División      | 33          | 1           | 1                     | 0                     | -          | -          | 34    | 1     |
| 2019-2020             | Rayo Vallecano            | Segunda División      | 5           | 1           | 0                     | 0                     | -          | -          | 5     | 1     |
| Total sur la carrière | Total sur la carrière     | Total sur la carrière | 145         | 5           | 5                     | 0                     | 4          | 0          | 154   | 5     |